# Бовыкины
Бовыкины — деревня в составе Мурашинского района Кировской области.

## География
Находится на расстоянии примерно 31 километр по прямой на юго-запад от районного центра города Мураши.

## История
Известна с 1873 года, когда в ней учтено было дворов 25 и жителей 211, в 1905 13 и 95, в 1926 22 и 121, в 1950 22 и 58 соответственно, в 1989 35 жителей. Деревня до начала XX века носила название починок Райской. До 2021 года входил в Мурашинское сельское поселение Мурашинского района, ныне непосредственно в составе Мурашинского района.

## Население
Постоянное население  составляло 33 человека (русские 97%) в 2002 году, 15 в 2010.